# Gustav Siegfried
Gustav Siegfried (* 26. Juni 1808 in Zofingen; † 3. Dezember 1843 ebenda; heimatberechtigt ebenda) war ein Schweizer Fabrikant und Frühsozialist.

## Leben und Werk
Siegfried absolvierte in den Jahren 1824/1825 eine kaufmännische Ausbildung in Neuenburg und war danach als Fabrikant in Zofingen tätig, wo er Euphrosyne, geborene Suter, heiratete.
Er gelangte „zur Einsicht, dass politische Gleichheit nicht genüge, da sie durch die herrschende ökonomische“ Klasse unterminiert werde, und wandte sich dem Frühsozialismus zu.  Siegfried beschäftigte sich mit Saint-Simon, Fourier, Owen und Cabet. Er war ein Anhänger der Gütergemeinschaft. 
1837 besuchte Siegfried die Militärschule in Thun, wo er sich mit Johann Rudolf Schneider befreundete. Als Wilhelm Weitling 1842 in die Schweiz übersiedelte arbeitete sie zusammen.